# Dinamo Kostroma
Dinamo Kostroma (ros. Футбольный клуб «Динамо» Кострома, Futbolnyj Kłub "Dinamo" Kostroma) – rosyjski klub piłkarski z siedzibą w Kostromie.

## Historia
Chronologia nazw:
- 1926—...: Dinamo Kostroma (ros. «Динамо» Кострома)

Piłkarska drużyna Dinamo została założona w 1926 w Kostromie.
Do połowy lat 30. występował w mistrzostwach miasta. Od 1946 jedna z najmocniejszych zespołów miasta (mistrzostwa obwodu wtedy nie rozgrywano).
W 1947 zdobył mistrzostwo obwodu kostromskiego.
W latach 1951–1952 uczestniczył w rozgrywkach amatorskiej ligi Rosyjskiej FSRR.
Obecnie występuje w amatorskiej lidze Rosji w grupie "Zołotoje Kolco".

## Sukcesy
- Mistrz grupy "Zołotoje Kolco" amatorskiej ligi Rosji: 2008
- Puchar "Zołotogo Kolca": 2008

## Inne
- Spartak Kostroma